# Acropimpla punctata
Acropimpla punctata là một loài tò vò trong họ Ichneumonidae.